# HD 44120
HD 44120，又名CP-59 619，SAO 234418、HR 2274，是一颗恒星，视星等为6.43，位于銀經268.17，銀緯-27.47，其B1900.0坐标为赤經6h 14m 55.5s，赤緯-59° -27.47′ 0″。